# Charles Akonnor
Charles Kwablan Akonnor (Accra, 12 de março de 1974) é um ex-futebolista ganês. 

## Carreira
Charles Kwablan Akonnor representou a Seleção Ganesa de Futebol nas Olimpíadas de 1996.
Se destacou no futebol alemão, atuando com as camisas de Fortuna Köln, Wolfsburg e Unterhaching. Atuou também por Ashanti Gold, Horsens e Alki Larnaca.
Akonnor abandonou a carreira de jogador em 2009, quando atuava pelo modesto Langenhagen.

## Seleção
Akonnor jogou entre 1991 e 2001 pela Seleção de Gana. Não conseguiu classificar sua seleção para nenhuma Copa do Mundo.